# السويق (الحديدة)

تعديل مصدري - تعديل

السويق هي إحدى قرى مديرية التحيتا التابعة لمحافظة الحديدة اليمنية، بلغ تعداد سكانها 7825 نسمة حسب الإحصاء الذي جرى عام 2004.